# Bab el Gorjani

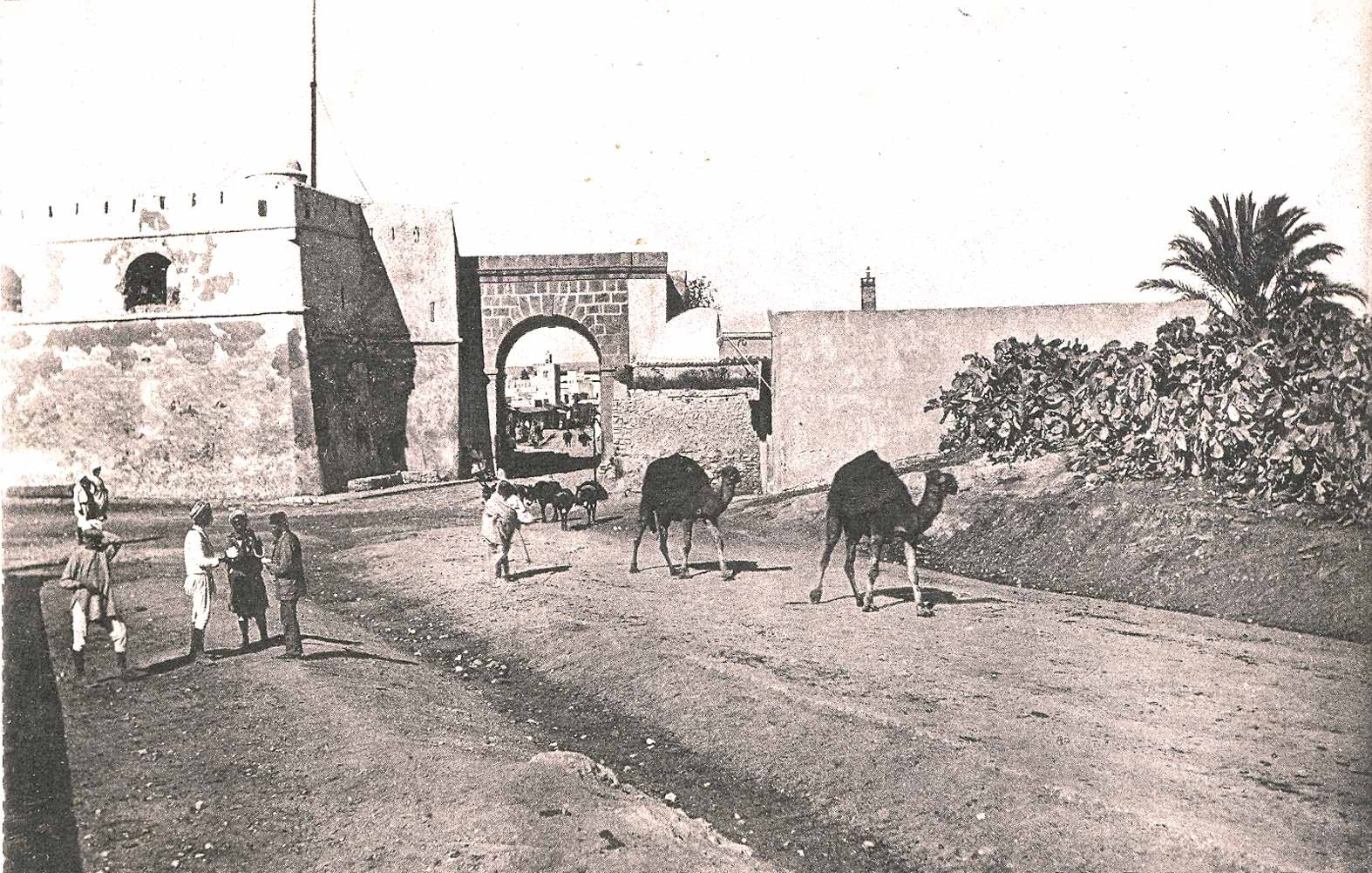
De Bab el Gorjani in 1890.

De Bab el Gorjani is een stadspoort aan de rand van de Tunesische hoofdstad Tunis. De poort bevindt zich in een muur in een buitenwijk van Tunis, in het oosten van de stad. De poort is vernoemd naar Sidi Ali El Gorjani, een van de volgelingen van Abu al-Hassan Chadhili.
Het bouwwerk is gebouwd tijdens het Ottomaanse Rijk. Tevens bevindt zich aan deze muur een toren waarop men zicht heeft over Mornag en Sebkha Séjoumi. Ook een openbaar park en een begraafplaats is naar deze poort vernoemd.